# Palazzo Maffei (Modugno)

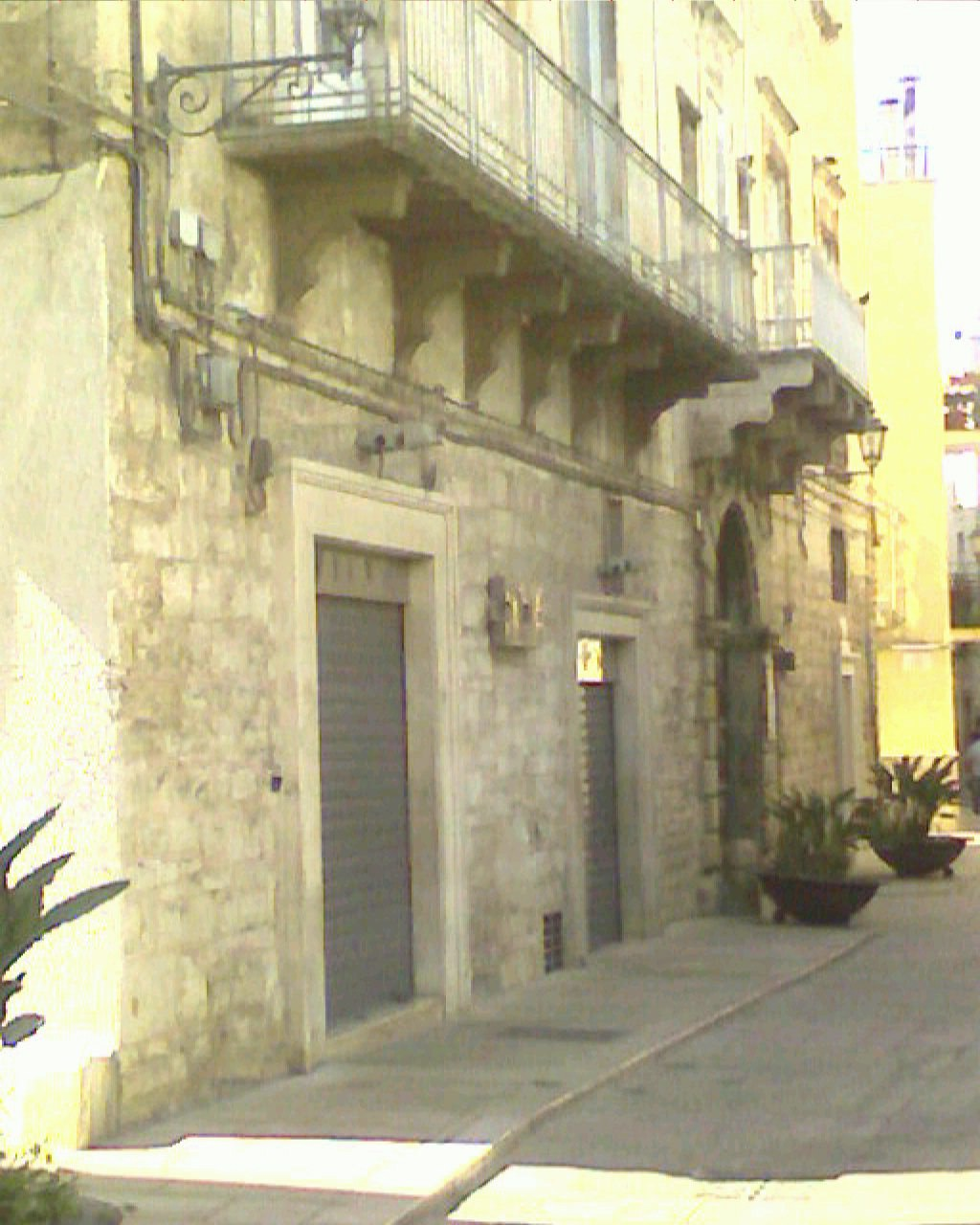
Facciata dello storico palazzo della famiglia Maffei, in via Conte Rocco Stella

Palazzo Maffei è un palazzo storico di Modugno, nella città metropolitana di Bari. 
Si trova in via Conte Rocco Stella, di fronte al Palazzo Colavecchio.
Il Palazzo in stile architettonico tardo-rinascimentale, risalirebbe all'inizio del XVII secolo e ciò sarebbe confermato dalla datazione attribuita al soffitto ligneo del salone del piano superiore.
Il grande portale con arco a tutto sesto è contornato da grandi bugne e presenta ai lati due colonne. Esso è sormontato dallo stemma nobiliare della famiglia Maffei.
Nel piano superiore sono presenti due balconi: quello posto in corrispondenza dell'ingresso principale è molto largo ed è originale; mentre l'altro, più lungo e collocato alla sinistra del primo, risale ad una ristrutturazione del XX secolo. Questi balconi sono sorretti da mensole a gradoni. Sempre sul piano nobile, alla destra del balcone principale, sono presenti due finestre con parapetto ornato da mascheroni.
Sulla grande finestra, in architrave, è presente l'iscrizione in latino: “QUI TIMET DOMINU NIHIL TREPIDABIT QUONIA IPSE EST SPES EIUS. ECCLES. CAP. 34” (Traduzione italiana: Chi teme il Signore non avrà paura di nulla, poiché egli è la sua speranza). Il tema religioso di questa iscrizione era consuetudine dell'epoca e mostra, forse, che il Palazzo è stato di proprietà di religiosi.
La famiglia Maffei venne a Modugno da Volterra nel XVI secolo. Nel 1569 Giovanni venne aggregato al Sedile dei nobili Modugnesi. Lo stemma familiare è presente nella facciata del Palazzo. Esso è così descritto: d'azzurro, troncato di un filetto, di sopra al cervo nascente, di sotto a tre bande; il tutto d'oro.
Fra i personaggi illustri di questa famiglia si ricordano Carlo Maffei, arciprete di Modugno tra il 1674 e 1696. Assistette la popolazione durante le pestilenze del 1656 e del 1691. A lui si deve l'ampliamento della Chiesa Matrice: fece costruire la cappella dedicata a San Carlo Borromeo, ora adibita ad ufficio parrocchiale.
Vitangelo Maffei Senior fu un medico che visse nel XVII secolo essendo membro della “Deputazione della Sanità” durante il periodo della peste del 1656. Nel 1657 scrisse il “Racconto della peste nella città di Modugno”.
Vitangelo Maffei Junior fu uno scrittore che visse nella seconda metà del XVIII secolo: nel 1774 scrisse la “Relazione delle cose notabili di Modugno”.